# 東心斎橋
東心斎橋（ひがししんさいばし）は、大阪府大阪市中央区の町名。現行行政地名は東心斎橋一丁目および東心斎橋二丁目。

## 地理
大阪市中央区の南部に位置する。東は堺筋を挟んで島之内（町名）、南は三津寺筋を挟んで宗右衛門町、西は畳屋町筋を挟んで心斎橋筋（町名）、北は長堀通を挟んで南船場にそれぞれ接する。周防町筋以南の二丁目は、大阪ミナミの歓楽街の一中心であり、比較的高級なクラブ、ラウンジなどが点在するエリアとなる。

## 歴史
1989年に実施された町名。旧町名は鰻谷中之町、大宝寺町中之丁、東清水町のそれぞれ畳屋町筋以東、長堀橋筋（町名）の堺筋以西かつ三津寺筋以北、千年町、玉屋町、笠屋町のそれぞれ三津寺筋以北、畳屋町の三津寺筋以北かつ畳屋町筋以東。

## 世帯数と人口
2019年（平成31年）3月31日現在の世帯数と人口は以下の通りである。
| 丁目           | 世帯数    | 人口    |
| -------------- | --------- | ------- |
| 東心斎橋一丁目 | 938世帯   | 1,326人 |
| 東心斎橋二丁目 | 82世帯    | 113人   |
| 計             | 1,020世帯 | 1,439人 |

### 人口の変遷
国勢調査による人口の推移。
| 1995年（平成7年）  | 1,070人 | [ 5 ] |  |
| 2000年（平成12年） | 901人   | [ 6 ] |  |
| 2005年（平成17年） | 968人   | [ 7 ] |  |
| 2010年（平成22年） | 1,076人 | [ 8 ] |  |
| 2015年（平成27年） | 1,167人 | [ 9 ] |  |

### 世帯数の変遷
国勢調査による世帯数の推移。
| 1995年（平成7年）  | 491世帯 | [ 5 ] |  |
| 2000年（平成12年） | 452世帯 | [ 6 ] |  |
| 2005年（平成17年） | 618世帯 | [ 7 ] |  |
| 2010年（平成22年） | 709世帯 | [ 8 ] |  |
| 2015年（平成27年） | 849世帯 | [ 9 ] |  |

## 事業所
2016年（平成28年）現在の経済センサス調査による事業所数と従業員数は以下の通りである。
| 丁目           | 事業所数    | 従業員数 |
| -------------- | ----------- | -------- |
| 東心斎橋一丁目 | 713事業所   | 5,667人  |
| 東心斎橋二丁目 | 532事業所   | 3,563人  |
| 計             | 1,245事業所 | 9,230人  |

## 施設
- 大阪南郵便局
- 大阪市立南小学校
- クリスタ長堀
- 信楽寺 - 浄土真宗本願寺派

## 交通

### 鉄道
東心斎橋の地内には駅はないが、以下が徒歩圏内にある。
- Osaka Metro 心斎橋駅
  - 御堂筋線・長堀鶴見緑地線
- Osaka Metro 四ツ橋駅
  - 四つ橋線

- Osaka Metro なんば駅
  - 御堂筋線・四つ橋線・千日前線
- 南海電気鉄道 難波駅
  - 南海本線・南海高野線
- 近畿日本鉄道・阪神電気鉄道 大阪難波駅
  - 近鉄難波線・阪神なんば線
- 西日本旅客鉄道（JR西日本）JR難波駅
  - 関西本線（大和路線）

### 道路
国道
- 国道308号（長堀通）

主要地方道
- 大阪府道102号恵美須南森町線（堺筋）

## その他

### 日本郵便
- 〒542-0083[3]（集配局：大阪南郵便局[11]）